# Association de recherche Shōwa

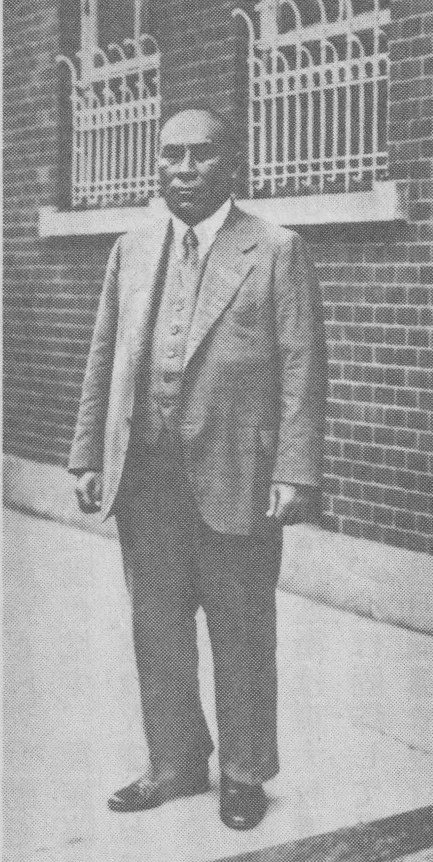
Ryunosuke Goto

L'association de recherche Shōwa (昭和研究会, Shōwa Kenkyūkai) est une société intellectuelle japonaise qui exista de 1930 à 1940.

## Histoire
L'association est fondée en octobre 1930 en tant qu'organisation informelle menée par Ryūnosuke Gotō, avec l'intention première d'examiner et d'évaluer des problèmes liés à la constitution Meiji et à l'actuelle situation politique. Gotō est un proche ami et compagnon politique de Fumimaro Konoe qui espère que le groupe d'étude générera des idées innovantes pour des réformes politiques et Gotō demande à Masamichi Rōyama, scientifique politique de l'université impériale de Tokyo, de diriger l'association.
Les membres de l'association sont intentionnellement d'origine très diverse. Cela inclut des universitaires, des journalistes, des banquiers, des socialistes, des militaristes, des hommes d'affaires, et des dirigeants d'organisations de jeunesse. Établie spécifiquement en tant qu'organisation d'intellectuels, l'association n'accepte pas de bureaucrates ou de politiciens. Beaucoup de membres sont considérés comme marxistes et d'extrême-gauche. Avant sa dissolution en 1940, le groupe occupait, à son apogée, quelque trois cents intellectuels dans ses travaux.
En 1936 est créé un groupe d'étude des problèmes de Chine (Shina-mondai Kenkyūkai), et en 1938 est formé un groupe d'étude culturel (Bunka Kenkyūkai) pour gérer les aspects culturels des relations sino-japonaises. En juillet 1938 est également établie l'association des camarades Shōwa (Shōwa Dōjinkai), qui réunit des bureaucrates moyens, des dirigeants économiques, et des politiciens pour diffuser les idées développées. En novembre de la même année est établie une école, l'académie Shōwa (Shōwajuku), pour former des successeurs à ces méthodes.
Les discussions sur le futur politique du Japon après la prochaine victoire dans la guerre contre la Chine dominent le groupe à partir de 1937. L'association est une fervente partisane du pan-asiatisme, dans lequel est envisagé que le Japon prenne le rôle dominant, et ses thèses influencent Konoe dans sa déclaration de novembre 1938 sur un nouvel ordre de l'Asie orientale, et forme des éléments des bases théoriques pour la création de la sphère de coprospérité de la grande Asie orientale. Politiquement, l'association considère que la démocratie libérale est obsolète, et que la Diète du Japon devrait être remplacée par une assemblée nationale corporative où les membres dirigeraient une économie planifiée dans un socialisme d'État.
Plusieurs membres préconisent également la future intégration politique du Japon et de la Chine, et prévoient l'apparition d'un bloc économique unifié qui couvrirait toute l'Asie.
L'association est volontairement absorbée au sein du « Mouvement pour un Nouvel ordre » et de l' « Association de soutien à l'autorité impériale » de Konoe en novembre 1940. 